# Dimetilpropan
Dimetilpropan (tudi neopentan) je alkan z dvojno razvejano verigo s petimi ogljikovimi atomi. Neopentan je pri sobni temperaturi in zračnemu tlaku zelo lahko vnetljiv plin. Kondenzira pri nižjih temperaturah in pri stiskanju. Dimetilpropan je najenostavnejši alkan s kvartarnim ogljikom. To je eden od treh strukturnih izomerov z molekulsko formulo C5H12 (pentanov),druga dva pa sta n-pentan in izopentan.

## Nomenklatura
IUPAC je zadržal trivijalno ime neopentan,čeprav je njegovo sistemsko ime dimetilpropan. Predpona 2,2-ni nepotrebna, ker ne obstajajo izomeri te molekule z identičnim imenom dimetilpropan. V kolikor se na to molekulo veže druge funkcionalne skupine , se uporablja nadaljevanje neopentil-.

## Fizične lastnosti (vrelišče in tališče)
Vrelišče neopentana je samo (9,5 °C), kar je precej nižje od izopentana (27,7 °C) in navadnega pentana (36,0 °C). Zato je neopentan  pri sobni temperaturi in zračnem tlaku plin, medtem ko sta druga dva izomera pri teh pogojih komaj tekočini.
Tališče neopentana je pri(-16,6 °C), kar je za okoli 140 °C višje kot pri izopentanu (-159,9 °C) in za okoli 110 °C višje kot pri kakšnem n-pentanu (-129,8 °C).

### NMR spekter
Neopentan je Td simetričen. Kot rezultat so,vsi protoni kemično enakovredni in vodijo do enotnega NMR-ja. Kemijski premik(sigma =0,902)ob raztapljanju v ogljikov tetraklorid.
V tem primeru je neopentan podoben kot navadni silan, tetrametilsilan katerih kemijski premik po dogovoru je nič. Simetrije neopentan molekul se lahko razdelijo, če se nekatere vodikove atome nadomesti z atomi devterija. Še posebej če ima vsaka metil skupina različno število substituiranih atomov (0,1,2,3)dobimo kiralni molekuli. Kiralnost v tem primiru izhaja izključno iz mase jeder.